# Máscara de llorona
Máscara de llorona es una de las dos piezas, junto con Mujer que llora,  que el artista francés Auguste Rodin realizó en bronce para su primera versión de La Puerta del Infierno, en 1885. Ambas piezas fueron planeadas para aparecer en la parte central de cada extremo de la puerta como símbolo de la angustia y tristeza de los moradores del Infierno. La distribución se modificó, y la Máscara de llorona fue colocada por Rodin en la parte inferior izquierda de la puerta.
Sobre estas esculturas, el propio Rodin las describió en 1900 en el catálogo de la retrospectiva de su obra como una "cara fruncida violentamente por tristeza y llanto de lágrimas amargas y cabello despeinado". Como complemento de lo caótico, el dolor y la angustia colectiva de La puerta del Infierno, el autor fundió la base del cabello de la mujer con la superficie desigual de la sección correspondiente al cuello. Estos rasgos pueden indicar que las intenciones de Rodin al crear esta pieza no fueron representar los personajes o alguna historia de Ovidio, como lo suponía Truman Bartlett.
En 1889, Rodin exhibió en la galería de George Petit una versión nueva, modelada por Edmond Lachenal, de los lamentos de una mujer.[cita requerida]

## Estilo
Esta pieza se diferencia del estilo tradicional de Rodin en la impresión impuesta de una mujer, diferente a Máscara de pena, y podría ser un anticipo a la Serie de Hanako, de 1907. El balance entre sombras y luces refleja que Rodin estaba interesado en trabajar piezas de yeso, más baratas que el bronce; los rasgos más delicados y brillantes en comparación con el yeso pueden ser compensados por la pátina al esculpir.